# Aeropuerto de Sept-Îles

El Aeropuerto de Sept-Iles (del inglés: Sept-Îles Airport) (del francés: Aeroport de Sept-Îles) (IATA: YZV, OACI: CYZV) está ubicado a 4,5 MN (8.3 km; 5.2 mi) al este del pueblo de Sept-Iles, Quebec, Canadá.
Este aeropuerto es clasificado por NAV CANADA como un puerto de entrada y es servido por la Canada Border Services Agency. Los oficiales de CBSA pueden atender aviones de hasta 15 pasajeros.

## Aerolíneas y destinos
- Air Canada
  -  Air Canada Jazz
    - Montreal / Aeropuerto Internacional de Montreal-Trudeau
    - Ciudad de Quebec / Aeropuerto internacional Jean-Lesage de Quebec
    - Wabush / Aeropuerto de Wabush
- Air Labrador
  - Chevery / Aeropuerto de Chevery
  - Goose Bay / Base Aérea Goose Bay
  - Havre St. Pierre / Aeropuerto de Havre Saint Pierre
  - Ciudad de Quebec / Aeropuerto internacional Jean-Lesage de Quebec
  - Wabush / Aeropuerto de Wabush
- Air Inuit
  - Ciudad de Quebec / Aeropuerto internacional Jean-Lesage de Quebec
  - Schefferville / Aeropuerto de Schefferville
  - Wabush / Aeropuerto de Wabush
- Pascan Aviation
  - Baie-Comeau / Aeropuerto de Baie-Comeau
  - Mont-Joli / Aeropuerto de Mont-Joli
  - Montreal / Aeropuerto de Montreal-Saint-Hubert
- Provincial Airlines
  - Montreal / Aeropuerto Internacional de Montreal-Trudeau
  - Wabush / Aeropuerto de Wabush
- Sunwing Airlines
  - Puerto Plata / Aeropuerto Internacional de Puerto Plata